# Grow (Jeangu Macrooy)
Grow is een single van Jeangu Macrooy uit 2020. Het is Engelstalig en werd door hemzelf geschreven. Het nummer zou de Nederlandse inzending worden van het Eurovisiesongfestival van 2020, maar dat werd geannuleerd vanwege de coronapandemie.

## Presentatie
Op 10 januari 2020 maakte de selectiecommissie van de Nederlandse inzending voor het Eurovisiesongfestival van 2020 bekend dat Jeangu Macrooy Nederland zou vertegenwoordigen. Hij presenteerde zijn lied Grow op 4 maart 2020 in de uitzending van De Wereld Draait Door van Matthijs van Nieuwkerk. In de ochtend van de presentatie lekte dit al uit via de streamingdienst van Apple Music, waar het 's morgens op geplaatst stond en kort daarna weer weggehaald werd.
In de aanloop naar het festival werd hij begeleid door Hans Pannecoucke (regie) en Pieter Perquin (creative supervisor). Hij zou het lied op 16 mei opvoeren, maar het festival werd afgelast vanwege de coronapandemie.

## Tekst
Volgens het lied is er geen duidelijke route om volwassen te worden en bestaat de groei van de mens uit het accepteren dat hoogte- en dieptepunten zich opvolgen en een mens vormen zoals die is. Het nummer is autobiografisch en een reflectie van hoe Macrooy heeft gezocht naar zichzelf. Hij vatte dit samen met: The more I learn, the less I know.

## Muziek
De selectiecommissie omschreef Grow als een ruwe diamant. Het lied is een ballad met elementen uit de gospelmuziek en begint met langgerekte akkoorden op een orgel. Het kenmerkt zich door een opbouw die afwijkt van reguliere popmuziek, onder meer door het ontbreken van een refrein dat gemakkelijk meegezongen kan worden. Het muziektijdschrift OOR kwalificeerde het nummer als te goed voor het songfestival.

## Hitnoteringen
De single kwam in week 11 (14 maart 2021) de Nederlandse hitlijsten binnen.

### Single Top 100
| Hitnoteringen: 14 maart 2020 t/m 4 april 2020 | Hitnoteringen: 14 maart 2020 t/m 4 april 2020 | Hitnoteringen: 14 maart 2020 t/m 4 april 2020 | Hitnoteringen: 14 maart 2020 t/m 4 april 2020 | Hitnoteringen: 14 maart 2020 t/m 4 april 2020 | Hitnoteringen: 14 maart 2020 t/m 4 april 2020 |
| Week:                                         | 1                                             | 2                                             | 3                                             | 4                                             |                                               |
| --------------------------------------------- | --------------------------------------------- | --------------------------------------------- | --------------------------------------------- | --------------------------------------------- | --------------------------------------------- |
| Positie:                                      | 48                                            | 77                                            | 88                                            | 99                                            | uit                                           |

### Nederlandse Top 40
| Hitnoteringen: 14 t/m 28 maart 2020 | Hitnoteringen: 14 t/m 28 maart 2020 | Hitnoteringen: 14 t/m 28 maart 2020 | Hitnoteringen: 14 t/m 28 maart 2020 | Hitnoteringen: 14 t/m 28 maart 2020 |
| Week:                               | 1                                   | 2                                   | 3                                   |                                     |
| ----------------------------------- | ----------------------------------- | ----------------------------------- | ----------------------------------- | ----------------------------------- |
| Positie:                            | 30                                  | 29                                  | 40                                  | uit                                 |

1956: De vogels van Holland / Voorgoed voorbij · 1957: Net als toen · 1958: Heel de wereld · 1959: 'n Beetje · 1960: Wat een geluk · 1961: Wat een dag · 1962: Katinka · 1963: Een speeldoos · 1964: Jij bent mijn leven · 1965: 't Is genoeg · 1966: Fernando en Filippo · 1967: Ring-dinge-ding · 1968: Morgen · 1969: De troubadour · 1970: Waterman · 1971: Tijd · 1972: Als het om de liefde gaat · 1973: De oude muzikant · 1974: Ik zie een ster · 1975: Ding-a-dong · 1976: The party's over · 1977: De mallemolen · 1978: 't Is O.K. · 1979: Colorado · 1980: Amsterdam · 1981: Het is een wonder · 1982: Jij en ik · 1983: Sing me a song · 1984: Ik hou van jou · 1986: Alles heeft ritme · 1987: Rechtop in de wind · 1988: Shangri-la · 1989: Blijf zoals je bent · 1990: Ik wil alles met je delen · 1992: Wijs me de weg · 1993: Vrede · 1994: Waar is de zon · 1996: De eerste keer · 1997: Niemand heeft nog tijd · 1998: Hemel en aarde · 1999: One good reason · 2000: No goodbyes · 2001: Out on my own · 2003: One more night · 2004: Without you · 2005: My impossible dream · 2006: Amambanda · 2007: On top of the world · 2008: Your heart belongs to me · 2009: Shine · 2010: Ik ben verliefd (sha-la-lie) · 2011: Never alone · 2012: You and me · 2013: Birds · 2014: Calm after the storm · 2015: Walk along · 2016: Slow down · 2017: Lights and shadows · 2018: Outlaw in 'em · 2019: Arcade · 2020: Grow · 2021: Birth of a new age · 2022: De diepte · 2023: Burning daylight · 2024: Europapa